# Бибиревская улица
Би́биревская улица — улица на севере Москвы в районах Алтуфьевский и Бибирево Северо-Восточного административного округа, между Алтуфьевским шоссе и улицей Плещеева. Названа в 1978 году по бывшему селу Бибирево.

## Расположение
Бибиревская улица начинается от Алтуфьевского шоссе напротив Инженерной улицы, проходит сначала на восток, затем дугой поворачивает на северо-восток, пересекает Костромскую улицу и заканчивается на улице Пришвина, переходя в улицу Плещеева, где находится станция метро «Бибирево».

## Учреждения и организации
По нечётной стороне:
- № 1 — СВАО Алтуфьевский Хэлп-М ОДС;
- № 5 — школа № 1370;
- № 11 — магазин «Пятёрочка»;
- № 17Б, строение 1 — Московский юридический техникум; Юридический институт управления и аудита;
- № 17А — центр развития детей «Мир детства» (филиал «Теремок»);

По чётной стороне:
- № 2 — Северо-Восточный филиал ГУП Мосгортранс (бывший 3-й Автобусный парк);
- Владение 4 — Приборстроймонтаж; Промстройтекстиль; Спецглавснаб;
- № 6, корпус 1 — Политехнический колледж имени П.А. Овчинникова (бывший политехнический колледж № 13);
- № 8A — компания «Бофстр»;
- № 10, корпус 1 — московское предприятие Магистральные электрические сети, филиал ЕЭС;